# Dereli (Giresun)
Dereli ist eine türkische Stadt und zugleich Verwaltungszentrum des gleichnamigen Landkreises in der Provinz Giresun. Die Stadt liegt ca. 33 km südlich der Provinzhauptstadt Giresun. 1958 wurde der Ort zur Gemeinde (Belediye) erhoben, wie am Stadtlogo ersichtlich.
Der Landkreis grenzt an den zentralen Kreis (Merkez) Giresun und den Kreis Bulancak im Nordwesten, an den Kreis Keşap im Nordosten, an den Kreis Yağlıdere im Osten, den Kreis Alucra im Südosten und den Kreis Şebinkarahisar im Süden. Mit dem Kreis Mesudiye (Provinz Ordu) hat er eine schmale Grenze im Südwesten.
Der Kreis wurde durch das Gesetz Nr. 7033 im April 1958 aus dem hauptstädtischen zentralen Landkreis (Merkez Kazası) der Provinzhauptstadt Giresun ausgegliedert. Er war bis dahin ein Nahiye dort und zählte zur letzten Volkszählung vor der Eigenständigkeit 17.273 Einwohner in 24 Ortschaften.

Neben der Kreisstadt besteht der Kreis noch aus einer weiteren Belediye (Yavuzkemal, 2321 Einw.) sowie aus 34 Dörfern (Köy) mit durchschnittlich 324 Bewohnern. Calca ist das größte Dorf (777 Einw.).